# 드래슬레 패밀리
《드래곤 슬레이어 IV: 드래슬레 패밀리》는 니혼 팔콤이 제작한 1987년 액션 롤플레잉 게임이다. 《드래곤 슬레이어》 시리즈 네 번째 작품으로 MSX 및 패밀리 컴퓨터 기종으로 출시됐다. 북미 지역에서는 브로드번드가 패밀리 컴퓨터판을 《마법사의 유산》라는 제목으로 발매했다.
《드래슬레 패밀리》는 초기 형태의 비선형 오픈 월드 롤플레잉 비디오 게임으로, 게임 시작시 각자 고유의 능력을 가진 가족 중 임의로 플레이어 캐릭터로 선택해 던전을 탐험하는 액션 어드벤처 게임플레이를 갖췄다. 《드래곤 슬레이어》 시리즈 제작자 키야 요시오가 기획했으며 당시 팔콤의 작곡가 코시로 유조와 이시카와 미에코가 음악을 담당했다.

## 게임플레이
게임 시작시에 6명으로 이뤄진 가족 중 한 명을 선택할 수 있으며, 이들 각각마다 가진 능력으로 스테이지를 탐험하고 장비를 획득할 수 있다. 최종적으로 궁극의 무기 '드래곤 슬레이어'를 찾고 미궁에 봉인된 드래곤 '키라'를 상대로 싸워 승리하는 것이 목표이다.

## 참조
1. ↑  영어: Dragon Slayer IV: Drasle Family, 일본어: ドラゴンスレイヤーIV ドラスレファミリー
2. ↑  영어: Legacy of the Wizard